# Université adventiste du Chili
L’université adventiste du Chili (en espagnol : Universidad Adventista de Chile ou UNACH) est un centre universitaire adventiste, situé à Chillán au Chili. 

## Campus

### Histoire
L’école adventiste de Púa, dans le sud du Chili, démarra en 1906 afin de former des pasteurs et des enseignants. En 1918, on le nomma le Colegio Adventista Chileno, auquel on ajouta une école de commerce. En 1922, l’institution fut relocalisé à Chillán, son emplacement actuel, plus central dans la Vallée Centrale du Chili. En 1982, il devint l’Instituto Profesional Adventista, avant d’acquérir le statut d’université en 1990,,,.

### Organisation
L’université adventiste du Chili et l’Institut professionnel adventiste font partie du Centre éducatif adventiste du Chili. Ils sont situés à douze kilomètres à l’Est de Chillán sur le campus  Las Mariposas (les papillons), à mi-chemin entre la Cordillère des Andes et l’océan Pacifique,. L’université possède quatre facultés :
1. La faculté de commerce et d'ingéniérie
2. La faculté d'éducation
3. La faculté des sciences de la santé
4. La faculté de théologie

offrant 29 cursus : notamment en administration commerciale, électronique, technologie des industries alimentaires, éducation (options : mathématiques, histoire, géographie, biologie, espagnol, anglais, musique), théologie biblique, ingénierie des industries alimentaires, théologie pastorale, agronomie, informatique, ingénierie civile en informatique, économie, assistance sociale, ingénierie civile des industries agricoles, infirmerie, psychologie, éducation physique, relations familiales, santé publique.     
L’université adventiste du Chili est affilié à l'université Andrews. Il forme en particulier les agriculteurs de la région.